# Odrowąż (województwo świętokrzyskie)

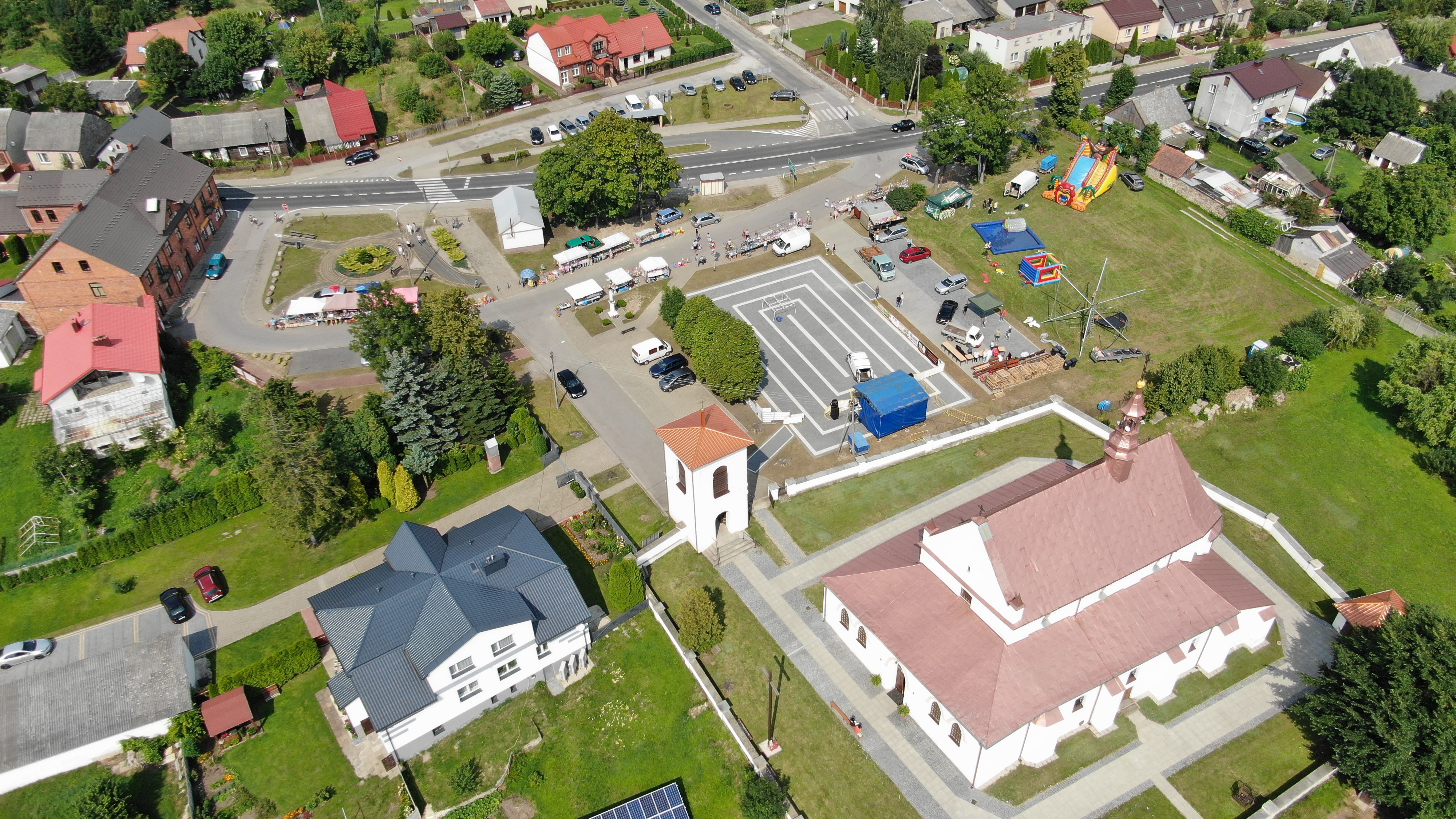
Panorama

Odrowąż – wieś (dawniej miasto) w Polsce położona w województwie świętokrzyskim, w powiecie koneckim, w gminie Stąporków. W latach 1611–1869 miasto.
Odrowąż uzyskał lokację miejską w 1399 roku, jednak nie została ona zrealizowana. Ponownie lokowany w 1611 roku, utracił prawa miejskie w 1869 roku. W latach 1973–1976 miejscowość była siedzibą gminy Odrowąż. W latach 1975–1998 miejscowość położona była w województwie kieleckim.
Wieś jest siedzibą rzymskokatolickiej parafii św. Jacka i św. Katarzyny.

## Historia
Od XII w. znajdowała się tu siedziba rodu Odrowążów. Pochodził stąd m.in. Iwo Odrowąż. Osada rozwinęła się w XVI w., kiedy w okolicy powstały liczne kuźnice. W 1611 r. na prośbę właścicielki, Anny Kostczanki h. Dąbrowa, król Zygmunt III Waza nadał Odrowążowi prawa miejskie. Miasto otrzymało przywilej na targ, 4 jarmarki, a także prawo składu wszelkich produkowanych tu wyrobów żelaznych i kamieniarskich. W 1785 r. miasto otrzymało przywilej na kolejne 8 jarmarków. W XIX w. wydobywano tu glinkę ogniotrwałą. W 1827 r. w mieście znajdowały się 42 domy, miało ono 424 mieszkańców. W 1869 r. Odrowąż utracił prawa miejskie.

## Zabytki
- kościół parafialny pw. św. Jacka i św. Katarzyny z XVI w., rozbudowany w latach 1660–1682, wpisany do rejestru zabytków nieruchomych (nr rej.: A.504 z 14.06.1949, 21.03.1957 i z 15.02.1967)[8]
- ślady stada dinozaurów odciśnięte w skałach w pobliskim lesie